# Liste von Söhnen und Töchtern der Stadt Accra
Dies ist eine Liste bekannter Persönlichkeiten, die in der ghanaischen Stadt Accra geboren wurden. Die Liste erhebt keinen Anspruch auf Vollständigkeit.

## 1870–1940

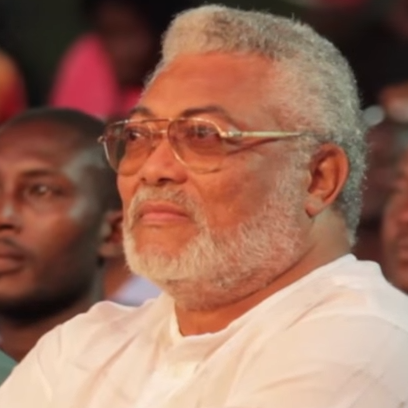
Jerry Rawlings
(1947–2020)

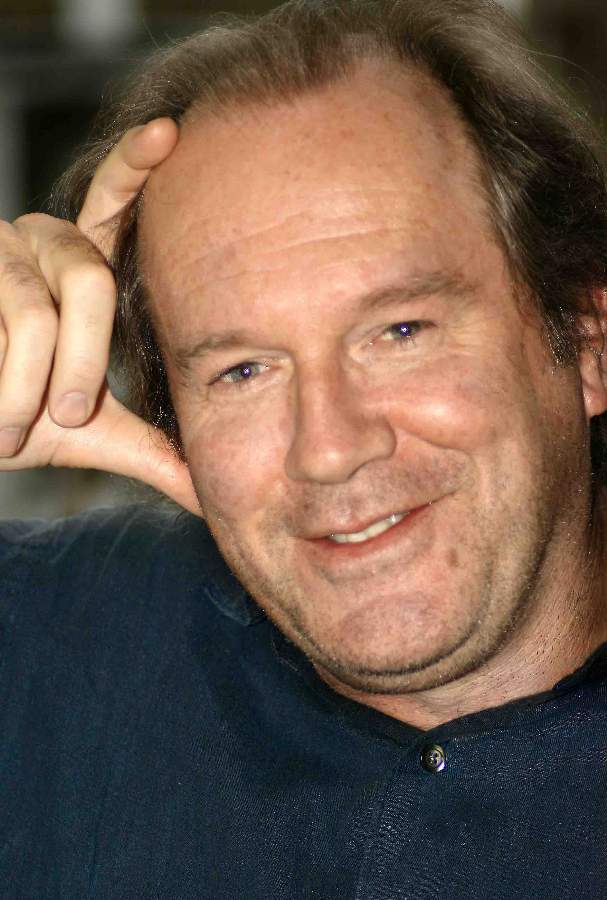
William Boyd
(* 1952)

- Amanua Kpapo (1875–1952), Albina und Völkerschau-Darstellerin
- Emmanuel Charles Quist (1880–1959), Jurist und Politiker in der britischen Kolonie Goldküste bzw. in Ghana
- Mabel Dove Danquah (1905–1984), Journalistin, Politikerin und Schriftstellerin
- Jacob Hackenburg Griffiths-Randolph (1914–1986), Jurist und Politiker
- Joseph Arthur Ankrah (1915–1992), Politiker und von 1966 bis 1969 Staatschef von Ghana
- Guy Warren (1923–2008), Jazzmusiker
- Daniel Francis Annan (1928–2006), Jurist und Politiker
- James Barnor (* 1929), ghanesisch-britischer Fotograf
- Charles Kumi Gyamfi (1929–2015), Fußballspieler und -trainer
- Amon Nikoi (1930–2002), Politiker, Diplomat, Ökonom und Bankier
- Peter Ala Adjetey (1931–2008), Jurist, Hochschullehrer und Politiker
- Love Allotey (1936–1996), Boxer[1]
- Joyce Bamford-Addo (* 1937), Sprecherin des ghanaischen Parlamentes und von 1991 bis 2004 Richterin am Obersten Gericht in Ghana
- Eddie Blay (1937–2006), Weltergewichtsboxer
- Alhassan Brimah (* 1937), Boxer[2]
- Clement Quartey (1938–2024), Boxer
- James Addy (1939–2009), Sprinter
- Michael Okantey (* 1939), Sprinter
- Benedikt Dotu Sekey (1940–2000), katholischer Bischof von Gbarnga

## 1941–1970

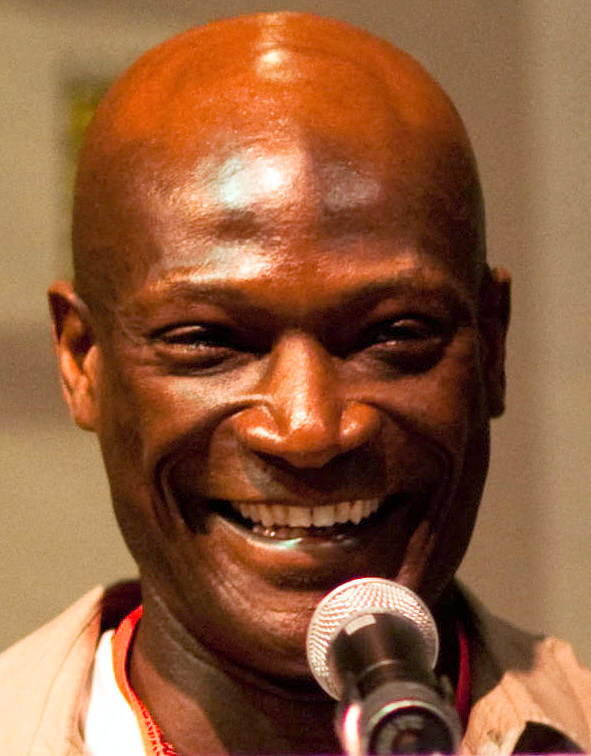
Peter Mensah
(* 1959)

- Atukwei Okai (1941–2018), Schriftsteller und Hochschullehrer
- Aaron Popoola (* 1942), Boxer
- Mustapha Tettey Addy (* 1942), Trommler
- Oliver Acquah (* 1946), Fußballspieler[3]
- Jacob Okanka Obetsebi-Lamptey (1946–2016), Politiker, Fernseh- und Radioproduzent sowie Moderator
- Jerry Rawlings (1947–2020), Politiker und von 1981 bis 2001 Präsident von Ghana
- Alice Annum (* 1948), Sprinterin und Weitspringerin
- Souad Faress (* 1948), ghanaische Schauspielerin irisch-syrischer Herkunft
- David Kotey (* 1950), Boxer
- William Boyd (* 1952), schottischer Schriftsteller, Drehbuchautor und Regisseur
- Hugh Quarshie (* 1954), britischer Schauspieler
- Nii Ashitey Nsotse (* 1955), Musiker und Trommellehrer
- Gabriel Edoe Kumordji (* 1956), römisch-katholischer Geistlicher, Bischof von Keta-Akatsi
- Atta Kwami (1956–2021), Maler, Grafiker, Kunsthistoriker und Kurator
- Robert Bathurst (* 1957), britischer Schauspieler
- Kofi Setordji (* 1957), Künstler
- Azumah Nelson (* 1958), Boxer
- Peter Mensah (* 1959), kanadisch-ghanaischer Schauspieler
- Christine von Brühl (* 1962), deutsche Journalistin und Autorin
- John Kobina Louis (* 1964), römisch-katholischer Geistlicher, Weihbischof in Accra
- Harriet Bruce-Annan (* 1965), Programmiererin und Entwicklungshelferin
- Benjamin Kwakye (* 1967), Jurist und Autor
- Nana Abrokwa (* 1968), deutscher Rapper und DJ
- Marcel Desailly (* 1968), französischer Fußballspieler
- Alfred Kotey (1968–2020), Boxer im Bantamgewicht
- Patrick Addai (* 1969), Kinderbuchautor und Schauspieler
- Ali Ibrahim (* 1969), Fußballspieler
- Alex Baba (* 1970), Boxer[4]

## 1971–1980

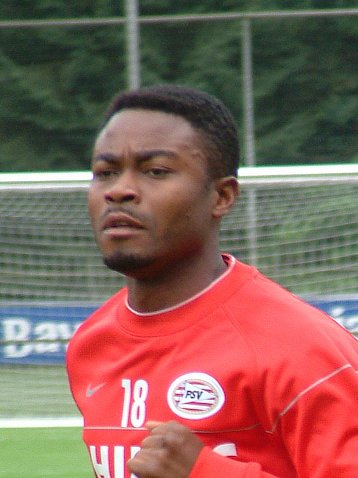
Eric Addo
(* 1978)

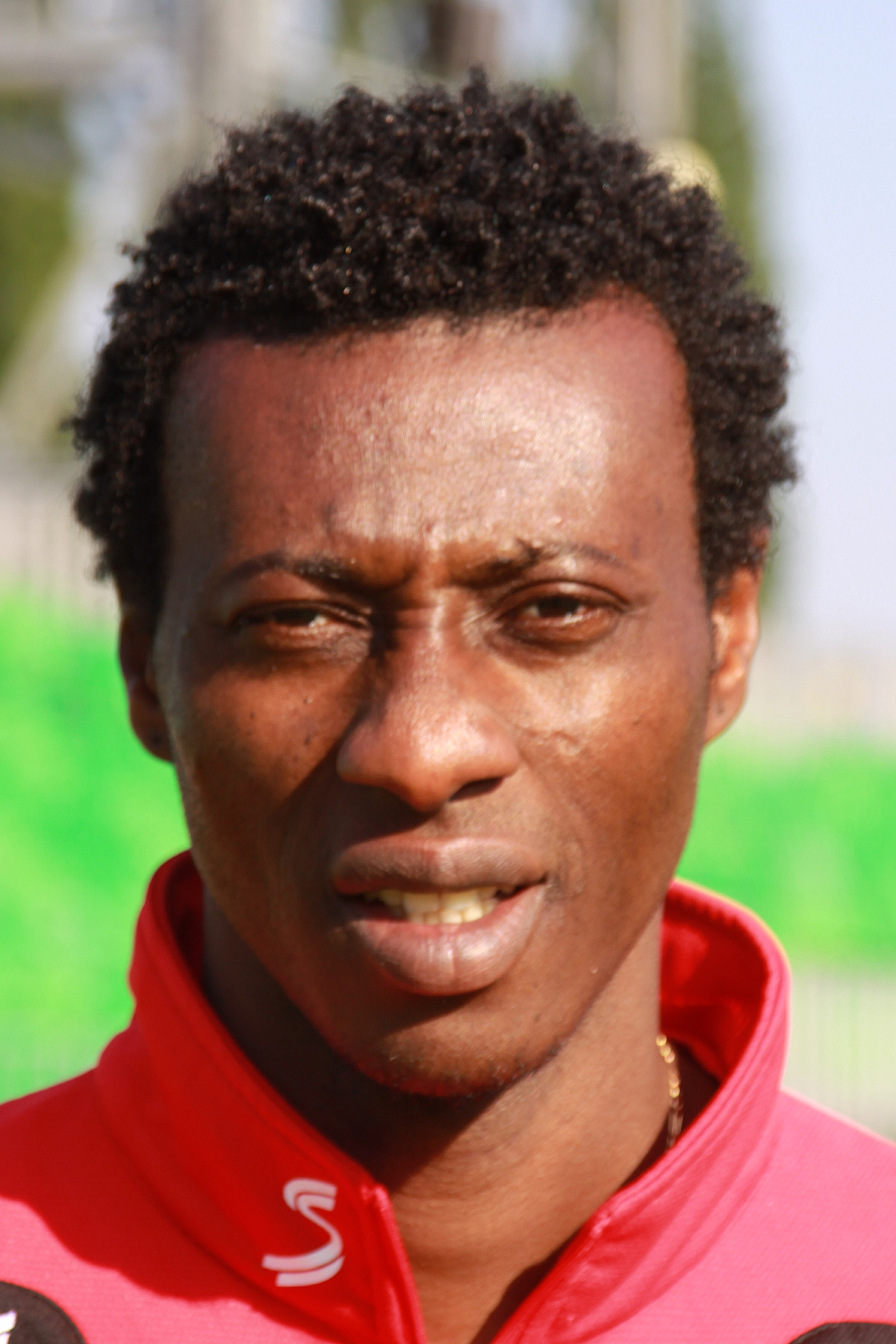
Éric Akoto
(* 1980)

- Ibrahim Dossey (1972–2008), Fußballspieler
- Bernard Aryee (* 1973), Fußballspieler
- Kwame Ayew (* 1973), Fußballspieler
- Leonard Myles-Mills (* 1973), Sprinter
- Alex Nyarko (* 1973), Fußballspieler
- Joachim Yaw (* 1973), Fußballspieler und -trainer
- Augustine Ahinful (* 1974), Fußballspieler
- Charles Akonnor (* 1974), ghanaisch-deutscher Fußballspieler
- Joseph Aziz (* 1974), Fußballspieler
- Kofi Amoah Prah (* 1974), deutscher Weitspringer
- Yaw Preko (* 1974), Fußballspieler
- Anthony Tieku (* 1974), Fußballspieler
- Godfried Aduobe (* 1975), Fußballspieler
- Charles Amoah (* 1975), Fußballspieler
- Mohammed Gargo (* 1975), Fußballspieler
- Philomena Mensah (* 1975), ghanaisch-kanadische Sprinterin
- Daniel Addo (* 1976), Fußballspieler
- Aziz Zakari (* 1976), Leichtathlet
- Joshua Clottey (* 1977), Boxer
- Alexander Tachie-Mensah (* 1977), Fußballspieler
- Eric Addo (* 1978), Fußballspieler
- Patrick Allotey (1978–2007), Fußballspieler
- Kofi Amponsah (* 1978), Fußballspieler
- Richard Kingson (* 1978), Fußballtorwart
- Riga Mustapha (* 1978), niederländischer Fußballspieler
- Christian Saba (* 1978), Fußballspieler
- Lawrence Adjei (* 1979), Fußballspieler
- Junior Agogo (1979–2019), Fußballspieler
- Adjoa Bayor (* 1979), Fußballspielerin
- Osumanu Adama (* 1980), Boxer
- Sammy Adjei (* 1980), Fußballspieler
- Joseph Agbeko (* 1980), Boxer im Bantamgewicht
- Éric Akoto (* 1980), togolesischer Fußballspieler ghanaischer Herkunft
- Stephen Appiah (* 1980), Fußballspieler und -trainer
- Baffour Gyan (* 1980), Fußballspieler
- Elvis Hammond (* 1980), Fußballspieler
- Laryea Kingston (* 1980), Fußballspieler
- Peter Ofori-Quaye (* 1980), Fußballspieler
- Daniel Quaye (* 1980), Fußballspieler
- Myles Sanko (* 1980), Soul- und Jazzsänger

## 1981–1990
- Emmanuel Pappoe (* 1981), Fußballspieler
- Moses Sakyi (* 1981), Fußballspieler
- Lawrence Aidoo (* 1982), Fußballspieler

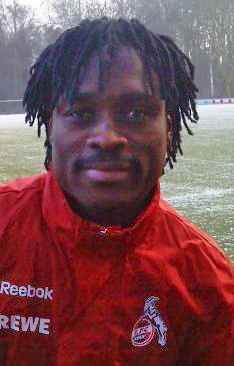
Derek Boateng
(* 1983)

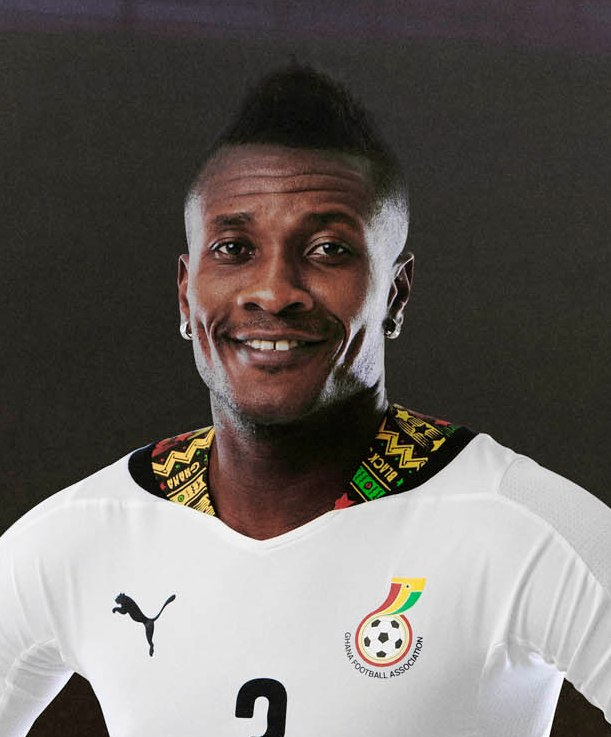
Asamoah Gyan
(* 1985)

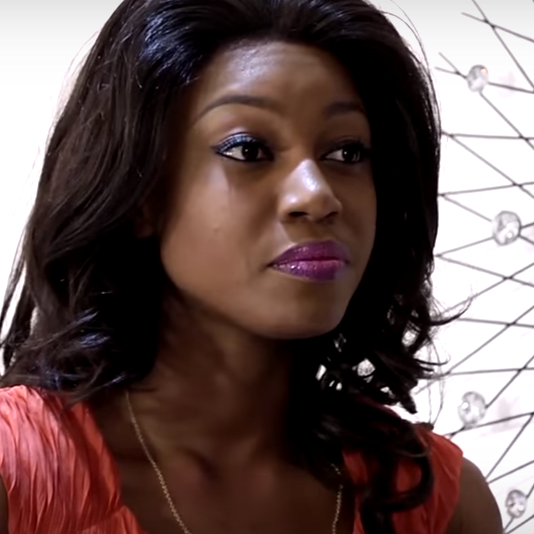
Yvonne Nelson
(* 1985)

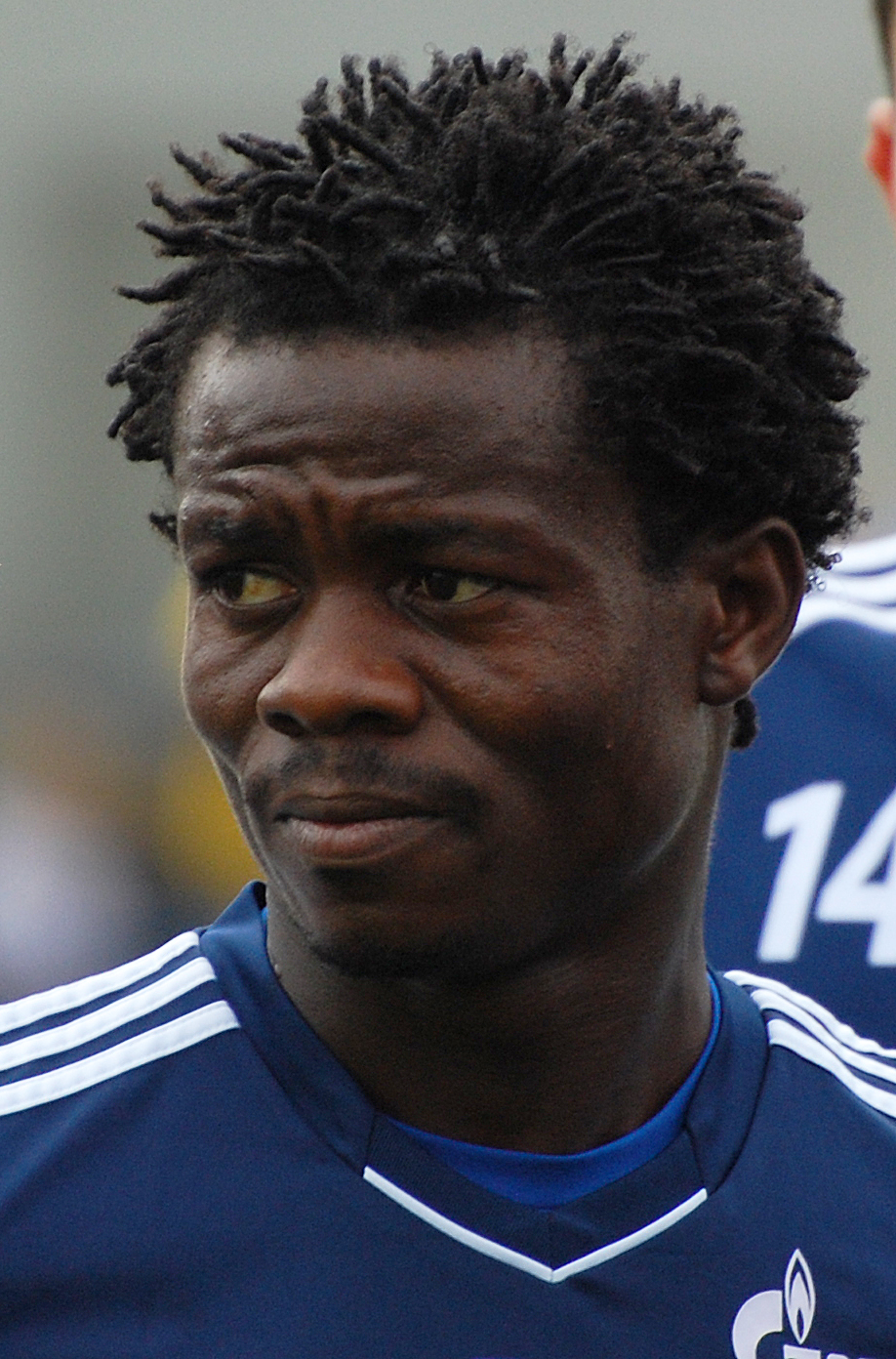
Anthony Annan
(* 1986)

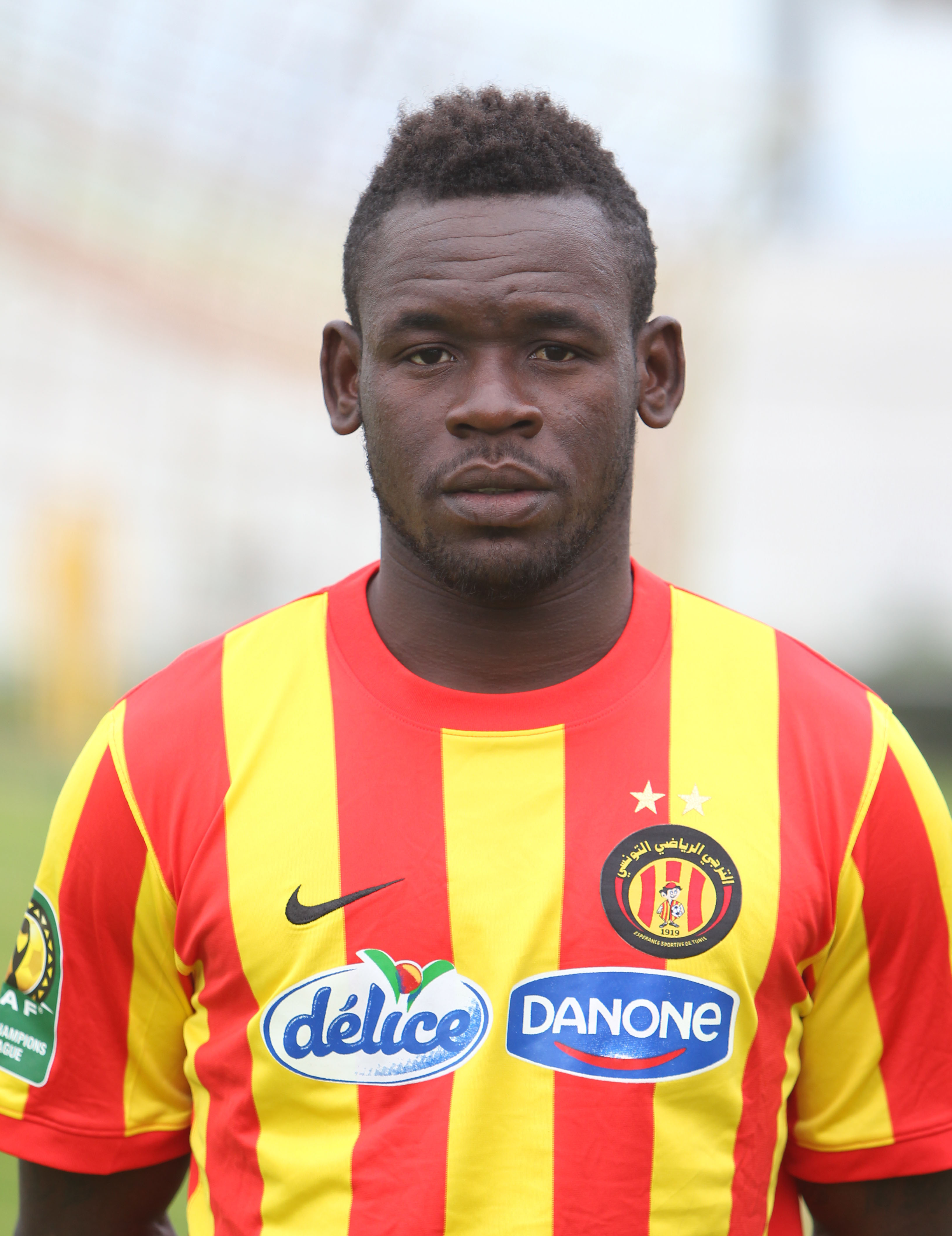
Emmanuel Clottey
(* 1987)

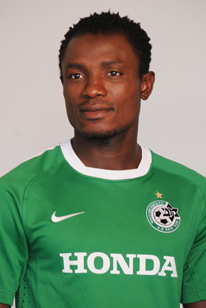
Seidu Yahaya
(* 1989)

- Blitz Bazawule (* 1982), Rapper, Singer-Songwriter, Plattenproduzent, Autor, Künstler und Filmemacher
- Michael Essien (* 1982), Fußballspieler
- Joe Tex Frimpong (* 1982), Fußballspieler
- George Owu (* 1982), Fußballspieler
- Razak Pimpong (* 1982), Fußballspieler
- Seth Ablade (* 1983), Fußballspieler und -trainer
- Vida Anim (* 1983), Sprinterin
- Ayesha Harruna Attah (* 1983), Schriftstellerin
- Derek Boateng (* 1983), Fußballspieler
- Yussif Chibsah (* 1983), Fußballspieler
- Ahmed Barusso (* 1984), Fußballspieler
- Fred Benson (* 1984), ghanaisch-niederländischer Fußballspieler
- Amoako Boafo (* 1984), Maler
- Malik Buari (* 1984), ghanaisch-englischer Fußballspieler
- Gilbert Koomson (* 1984), Fußballspieler
- Lawrence Quaye (* 1984), Fußballspieler mit katarischem Pass
- Charles Takyi (* 1984), deutsch-ghanaischer Fußballspieler
- Lê Văn Tân (* 1984), vietnamesisch-ghanaischer Fußballspieler
- Ruky Abdulai (* 1985), kanadische Leichtathletin ghanaischer Herkunft
- Gifty Addy (* 1985), Sprinterin
- Owusu Ampomah (* 1985), Fußballspieler
- Asamoah Gyan (* 1985), Fußballspieler
- Bennard Yao Kumordzi (* 1985), Fußballspieler
- Yvonne Nelson (* 1985), Schauspielerin[5]
- Dominic Oduro (* 1985), Fußballspieler
- Anthony Annan (* 1986), Fußballspieler
- Haminu Dramani (* 1986), Fußballspieler
- Prince Tagoe (* 1986), Fußballspieler
- Alexander Tettey (* 1986), norwegischer Fußballspieler
- Samuel Yeboah (* 1986), Fußballspieler
- John Boye (* 1987), Fußballspieler
- Razak Brimah (* 1987), Fußballspieler
- Emmanuel Clottey (* 1987), Fußballspieler
- Beatrice Gyaman (* 1987), Sprinterin[6]
- Jerry Akaminko (* 1988), Fußballspieler
- Kwadwo Asamoah (* 1988), Fußballspieler
- Cofie Bekoe (* 1988), Fußballspieler
- Davidson Eden (* 1988), deutsch-ghanaischer Fußballspieler
- Isaac Vorsah (* 1988), Fußballspieler
- Dominic Adiyiah (* 1989), Fußballspieler
- Emmanuel Baffour (* 1989), Fußballspieler
- Koffi Dan Kowa (* 1989), nigrischer Fußballspieler
- Mohammed Rabiu (* 1989), Fußballspieler
- Seidu Yahaya (* 1989), Fußballspieler
- David Accam (* 1990), Fußballspieler
- Lee Addy (* 1990), Fußballspieler
- Daniel Opare (* 1990), Fußballspieler
- Michael Tawiah (* 1990), Fußballspieler

## 1991–2000
- Mohammed Abu (* 1991), Fußballspieler
- Karim Alhassan (* 1991), Fußballspieler
- Gideon Baah (* 1991), Fußballspieler
- Benjamin Boateng (* 1991), Fußballspieler
- Torric Jebrin (* 1991), Fußballspieler

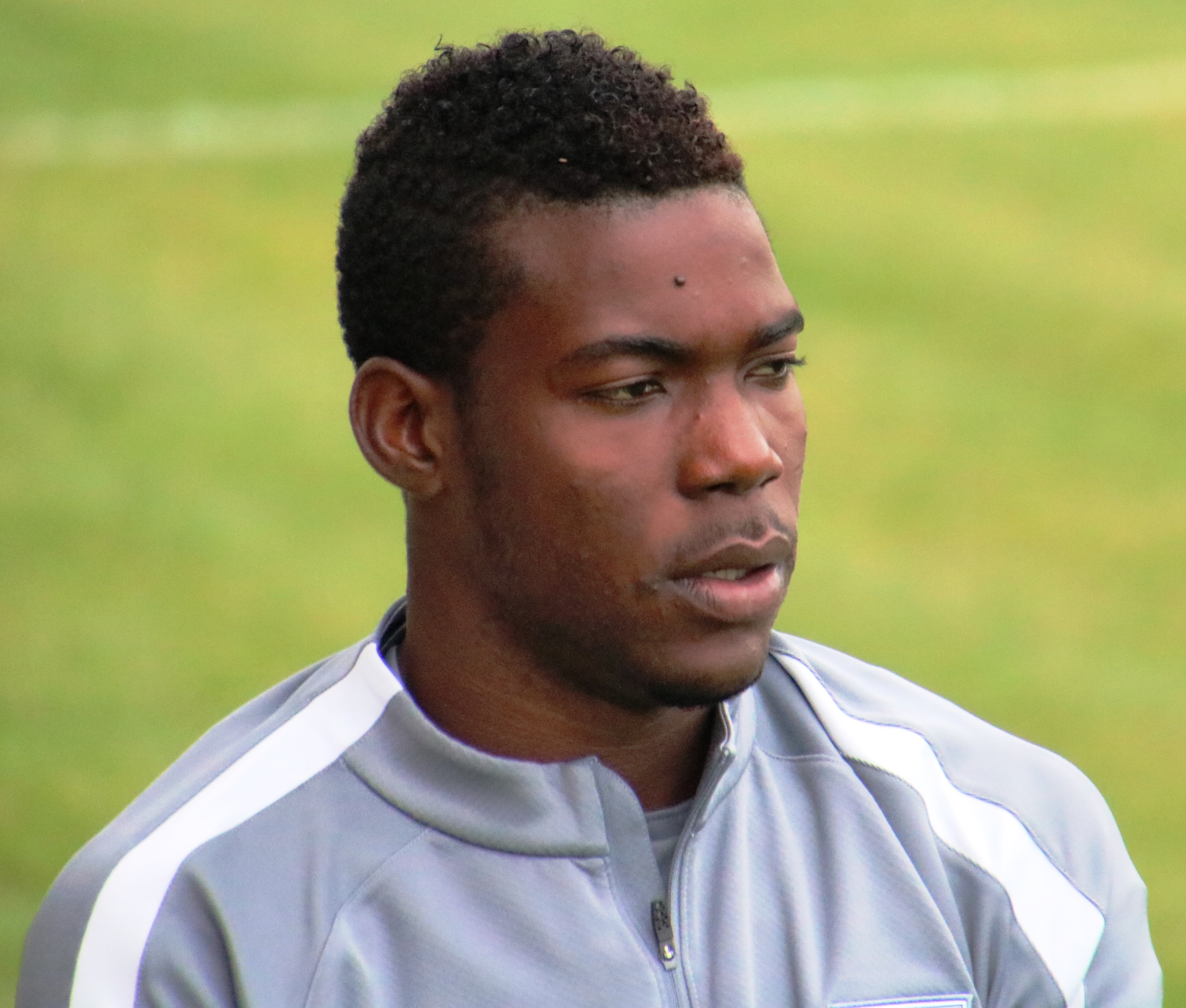
Lawrence Ati Zigi
(* 1996)

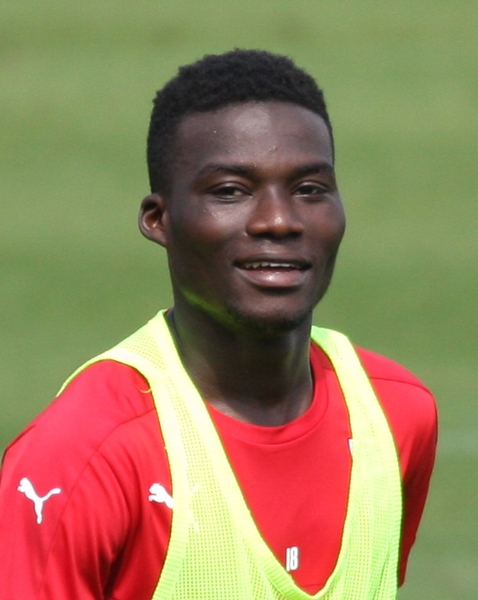
Hans Nunoo Sarpei
(* 1998)

- Alex Amankwah (* 1992), Mittelstreckenläufer
- Joseph Baffo (* 1992), schwedischer Fußballspieler
- Ernest Barfo (* 1992), Fußballspieler
- Samuel Kwaku Danquah (* 1992), Fußballspieler
- Mohammed Fatau (* 1992), Fußballspieler
- Sulley Muniru (* 1992), Fußballspieler
- Kwame Nsor (* 1992), Fußballspieler
- Frank Acheampong (* 1993), Fußballspieler
- Noah Baffoe (* 1993), ghanaisch-spanischer Fußballspieler
- Richmond Boakye (* 1993), Fußballspieler
- Joshua Buatsi (* 1993), britischer Boxer im Halbschwergewicht
- Raman Chibsah (* 1993), Fußballspieler
- Alfred Duncan (* 1993), Fußballspieler
- Nadia Eke (* 1993), Dreispringerin
- Ibrahim Moro (* 1993), Fußballspieler
- Solomon Afful (* 1994), Sprinter
- Daniel Amartey (* 1994), Fußballspieler
- Felix Annan (* 1994), Fußballtorwart
- Edem Atovor (* 1994), Fußballspielerin
- Joseph Attamah (* 1994), Fußballspieler
- Isaac Dogboe (* 1994), Boxer
- Bernard Mensah (* 1994), Fußballspieler
- Benjamin Essel (* 1995), Fußballspieler
- Eric Kumi (* 1995), Fußballspieler
- Bernard Kyere (* 1995), deutsch-ghanaischer Fußballspieler
- Kasim Adams Nuhu (* 1995), Fußballspieler
- Thomas Agyepong (* 1996), Fußballspieler
- Lawrence Ati Zigi (* 1996), Fußballtorwart
- Iddrisu Baba (* 1996), ghanaisch-spanischer Fußballspieler
- Godfred Donsah (* 1996), Fußballspieler
- Daniel-Kofi Kyereh (* 1996), ghanaisch-deutscher Fußballspieler
- Lumor (* 1996), Fußballspieler
- Joseph Oduro Manu (* 1996), Sprinter
- Samuel Owusu (* 1996), Fußballspieler
- Samuel Kojo Abbey (* 1997), Fußballspieler
- Michael Akoto (* 1997), Fußballspieler
- Joseph Paul Amoah (* 1997), Sprinter
- Alexander Amponsah (* 1997), Fußballspieler
- Bernard Tekpetey (* 1997), Fußballspieler
- Benjamin Tetteh (* 1997), Fußballspieler
- Yaw Yeboah (* 1997), Fußballspieler
- Henry Medarious (* 1998), Fußballspieler
- Abdul Mumin (* 1998), ghanaisch-nigerianischer Fußballspieler
- Joseph Paintsil (* 1998), Fußballspieler
- Hans Nunoo Sarpei (* 1998), Fußballspieler
- Christian Amoah (* 1999), Gewichtheber[7]
- Halutie Hor (* 1999), Sprinterin
- Isaac Nortey (* 1999), Tennisspieler
- Abdul Manaf Nurudeen (* 1999), Fußballspieler
- Mohammed Salisu (* 1999), Fußballspieler
- Ernest Boahene (* 2000), Fußballspieler
- Kelvin Boateng (* 2000), Fußballspieler
- Mohammed Kudus (* 2000), Fußballspieler
- Roberto Massimo (* 2000), deutsch-italienischer Fußballspieler
- Salis Abdul Samed (* 2000), Fußballspieler
- Alidu Seidu (* 2000), Fußballspieler
- Evans Yamoah (* 2000), Hochspringer
- Kelvin Yeboah (* 2000), italienischer Fußballspieler

## 21. Jahrhundert
- Moliy (* 2001), Sängerin
- Rose Yeboah (* 2001), Hochspringerin
- Isaac Asante (* 2002), belgisch-ghanaischer Fußballspieler
- Ibrahim Danlad (* 2002), Fußballspieler
- Ibrahim Fuseini (* 2002), Sprinter
- Kharim Abdul Ayeh (* 2003), Fußballspieler
- Mathew Anim Cudjoe (* 2003), Fußballspieler